# Полуяково
Полуяково — деревня в Плюсском районе Псковской области России. Входит в состав Лядской волости.
Расположена в 28 км к северо-западу от райцентра Плюсса, в 13 км к юго-востоку от волостного центра Ляды. Севернее находится озеро Полуяковское.

## Население
Численность населения деревни на 2000 год составляла 1 человек, по переписи 2002 года — 6 человек.